# Università russa di arti teatrali
L'Università russa di arti teatrali (GITIS) è la più grande e antica accademia teatrale della Federazione russa. Fondata il 22 settembre 1878 con la denominazione  Scuola musicale Šostakovskij, poi chiamata Scuola musicale e d'arte drammatica della Società filarmonica di Mosca nel 1883, elevata allo status di conservatorio nel 1886 e nota come  Istituto Lunačarskij per le arti teatrali dal 1934 al 1991.
Ha sede a Mosca.

## Corso di studi
Il  GITIS cura la formazione di varie professioni teatrali (ad esempio attori, registi, danzatori) e contemporaneamente si preoccupa di insegnare una solida cultura umanistica universitaria.
Nel 1991 il GITIS riceve lo status di accademia e l'istituto viene rinominato come  Accademia russa di arti teatrali.
A partire dagli anni 1990 la scuola è una solida realtà della formazione teatrale mondiale.
Ha instaurato numerosi partenariati con istituti esteri del Regno Unito (Guildhall School of Music and Drama), della Francia  (Conservatorio nazionale d'arte drammatica), dei Paesi Bassi,  della Germania  (Centro teatrale internazionale di Berlino), di Israele, dell'Italia (Accademia nazionale d'arte drammatica  "Silvio D'Amico") e degli Stati Uniti d'America.
Il GITIS è costituito da 8 facoltà. Ad ogni facoltà corrispondono molteplici  dipartimenti di specializzazione. Inoltre, esistono 9 dipartimenti interfacoltà volti a completare la formazione degli allievi nelle arti performative e negli studi classici.
Gran parte del corpo docente ha studiato presso lo stesso GITIS.